# 戦慄のミラージュポケモン
『戦慄のミラージュポケモン』（せんりつのミラージュポケモン）は、2006年4月29日にアメリカのテレビ局「Kids' WB!」にて放送された作品。

## 概要
ポケットモンスター10周年記念として、ポケモンUSAの配給を経て2006年4月29日にアメリカにて初放送された。ポケモンUSAは英語版の制作を担当しているが、担当箇所は吹替など一部のみで、従来のアニメ作品と同様に日本の小学館プロダクションとOLMが大部分を担当している。原題は『The Mastermind of Mirage Pokémon』。本編（分数）は40分。
日本では同年10月13日から10月31日まであにてれ、BIGLOBEストリーム、フレッツ・スクウェアにて日本語吹き替え版の逆輸入として期間限定配信された。
日本では長らくテレビで放送されなかったが、2010年2月11日にキッズステーションで放送されたのを皮切りに何度も放送されている。2024年現在はU-NEXTで配信されている。
本作の日本語版は現在、DVD版はリリースされていない。
アメリカでは『アドバンスジェネレーション』第136話の後に放送されているがピカチュウがその時点でまだ覚えていないはずのボルテッカーを使っている。しかし、日本では第174話までが放送され、ボルテッカーが初めて登場したのは第150話、完全に使いこなせるようになったのが第155話からなので日本での進行基準で描かれている。また、2005年公開の『ミュウと波導の勇者 ルカリオ』ではサトシがルカリオと衝突したためにハルカとマサトがミュウと会っていなかった。しかし、本作ではハルカとマサトが久しぶりにミュウと会っていることから日本での進行基準でも描かれている。

## あらすじ
ドクター・ユングの招待を受け彼の研究所に行くことになったサトシ、ハルカ、マサト、タケシ。4人が研究所につくとそこには同じく招待されたオーキド博士とカスミの姿があった。再会を喜ぶ彼らの前にドクター・ユングが現れる。
サトシとカスミは彼が作成したバトルシステム「ミラージュシステム」が作った「幻のポケモン」とバトルをすることになるが、そこへ謎の人物「ミスター･ミラージュ」が現れて「ミラージュシステム」の制御を奪い、同時にドクター･ユングを連れ去ってしまう。そしてサトシ達はミラージュシステムから生み出された幻影のポケモンたち（ミラージュポケモン）に襲われ、研究所から追い出されてしまう。
ドクター･ユングを助け出すため、サトシ達はそれぞれ別の行動に出る。サトシとカスミはドクター･ユングを助けるため地下水路を通って研究所に再び入るが、そこで二人が目にしたのは…

## 登場人物・キャスト

### レギュラーキャラクター
詳細は個別記事かアニメ版ポケットモンスターの登場人物を参照。
サトシ
声 - 松本梨香
本作の主人公。ポケモンマスターを目指して旅をする10歳の少年。ドクター・ユングの招待を受ける。
ピカチュウ
声 - 大谷育江
サトシの1番のパートナー。
タケシ
声 - うえだゆうじ
世界一のポケモンブリーダーを目指し、サトシと共に旅をする15歳の少年。本作の役割はほとんどない。
ハルカ
声 - KAORI
トップコーディネーターを目指しサトシと共に旅をする10歳の少女。本作の中盤で目立った役割をする。
マサト
声 - 山田ふしぎ
ハルカの弟。年少のためポケモンは持っていない。
カスミ
声 - 飯塚雅弓
ハナダジムリーダー。ドクター・ユングの招待を受けた。
オーキド博士
声 - 石塚運昇
ポケモン研究の第一人者。ドクター・ユングの招待を受けた。
ムサシ
声 - 林原めぐみ
ロケット団の下っ端女性団員。
コジロウ
声 - 三木眞一郎
ロケット団の下っ端男性団員。
ニャース
声 - 犬山イヌコ
ロケット団に所属するポケモン。人語を話す事ができる。
ジョーイ
声 - 山口由里子
ポケモンセンターの女性医師。
ジュンサー
声 - 西村ちなみ
ポケモン世界の女性警察官。
ナレーション
声 - 石塚運昇

### 本作のみに登場するキャラクター
ドクター・ユング
声 - 木内秀信
「ミラージュシステム」を開発した科学者。サトシ達を自分の研究所に招待する。
ミュウ
声 - こおろぎさとみ
ミラージュシステムから作られた幻のポケモン。
ミュウツー
声 - 小西克幸
ミラージュシステムから作られた幻のポケモン。

## スタッフ
- 原案 - 田尻智、増田順一、杉森建
- スーパーバイザー - 石原恒和
- アソシエイトプロデューサー - 吉川兆二
- アニメーション監修 - 小田部羊一
- エグゼクティブプロデューサー - 陣内弘之、久保雅一
- 総監督 - 湯山邦彦
- 監督 - 日高政光
- アニメーションプロデューサー - 神田修吉
- 音楽 - 宮崎慎二
- 音響監督 - 三間雅文
- プロデューサー - 盛武源
- 設定協力 - GAME FREAK inc.、The Pokémon Company
- キャラクター原案 - 藤原基史、森本茂樹、吉田宏信、太田敏、海野隆雄、江尾可奈子、岩下明日香、富田愛美、にしだあつこ、斉藤むねお、吉川玲奈、奥谷順
- キャラクター設定 - 松島賢二、西野弘二
- 脚本 - 藤田伸三
- 絵コンテ - 日高政光
- 演出 - 萩原露光、津田義三
- キャラクターデザイン - 井ノ上ユウ子、佐藤和巳、一石小百合、松原徳弘、山田俊也
- 総作画監督 - 井ノ上ユウ子、佐藤和巳
- 総作画監督補 - 一石小百合、松原徳弘
- 作画監督 - 西城隆詞、渡辺章、高橋直樹、川口弘明
- 原画 - 水村十司、西城隆詞、田中修司、長谷川一美、松田芳明、矢野久仁子、申民変、金仁洙、趙俊映、P&T、金秦亭、宋民珠、櫂午稙
- 動画 - 金義英、麻奥祐介、櫻本愛佳、小笠原憂、ゴールデンベル、韓一動画
- 色彩設計 - 吉野記通
- 色指定・仕上検査 - 木幡美雪、大塚奈津子
- 仕上げ - ゴールデンベル、韓一動画
- 美術監督 - 武藤正敏
- 設定 - 高尾克己
- 背景 - スタジオじゃっく、相原澄子、加藤幸子、Studio GANJI、Moon Seong Animation、P&T、田極善、朴永吉、安相敏、金智蓮
- 撮影監督 - 白井久男
- コンポジット - スタジオコスモス、権田光一、池上伸治、安野禄乃、タマプロダクション、岩澤博樹、三浦直朗、原田勉之
- CGIプロデューサー - 坂美佐子
- CGI監督 - 小林雅士
- CGIチーフデザイナー - 瀬尾太
- 3D CGI - OLMデジタル、有限会社FAB1、鳥越真二、及川百合子、吉本佐緒、森泉智輝、加藤真治、ウェルツアニメーションスタジオ、粕谷宗弘、八木昌彦
- 編集 - 辺見俊夫
- 編集助手 - 根本愛、野川仁、ジェイフィルム
- ビデオ編集 - 永芳信裕、内藤亮
- 一部原曲・作曲 - 一之瀬剛、青木森一
- 音響プロデューサー - 南沢道義、西名武
- 音響制作デスク - 中村明子
- ミクサー - 平野延平
- 録音助手 - なしもとりょうこ
- 音響効果技師 - 神保大介
- 音響制作 - HALF H・P STUDIO
- TVリレーションシップ - 松山進（テレビ東京）
- アシスタントプロデューサー - 島村優子、福田剛士
- アニメーション制作 - OLM
- 制作担当 - 小板橋司
- 制作デスク - 亀井康輝
- 制作進行 - 藤井康晶、樋口正朗
- 製作 - 小学館プロダクション

## 主題歌
- 『Pokemon Go!』
  - 作詞  - Lawrence Neves & Akira Chiba
  - 作曲 - 徳家敦（英語版ではAtsushi "Toya" Tokuyaと表記）
  - 歌 - Pia Toscano、Melanie Charles、Horace Michael

オープニングでは歌部分、エンディングではラップ部分を使用。